# جزر كيرغولين

علم الجزر

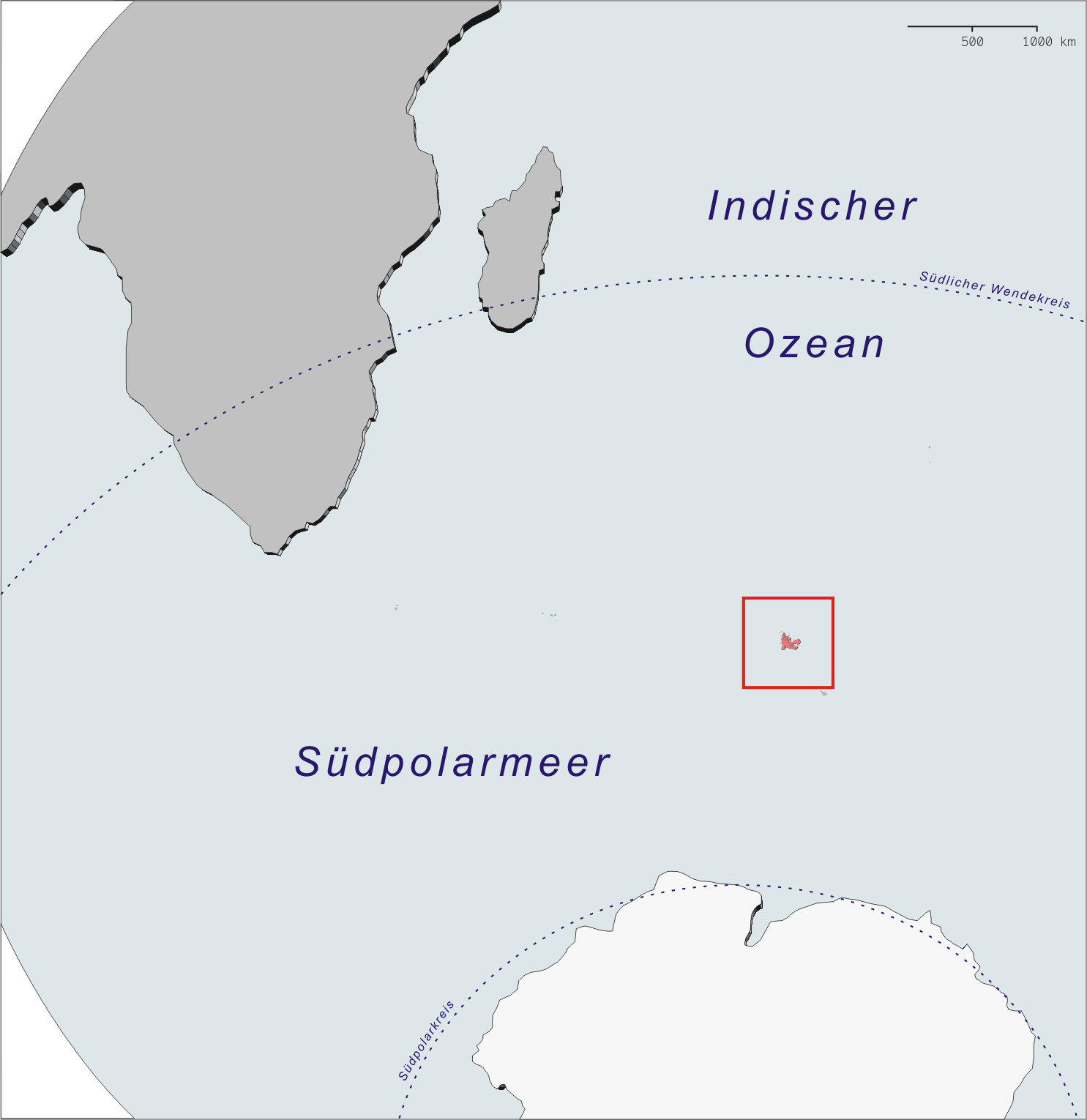
موقع الجزر

جزر كيرغولين (بالفرنسية: Îles Kerguelen)‏ أو أرخبيل كيرغولين "Archipel des Kerguelen" كما تعرف باسم «الجزر المعزولة». هي مجموعة من الجزر في جنوبي المحيط الهندي وتعتبر إقليما فرنسيا.
لايوجد سكان أصليون لهذه الجزر لكن تحتفظ فرنسا بوجود دائم لها متمثل في ما بين 50 إلى 100 من العلماء والمهندسين والباحثين في الجزر.
الجزيرة الرئيسية هي جزيرة غراند تيري "Grande Terre" تبلغ مساحتها 6,675 كيلومترا مربعا ومحاطة بنحو 300 جزيرة صغيرة وتكونات صخرية، مكونة أرخبيل تبلغ مساحته 7,215 كيلومترا مربعا.
الجو في الجزر بارد ومنخفض الحرارة لكنه ليس باردا للغاية طوال العام.
الأرخبيل جزء من الأراضي الجنوبية وأنتارتيكا الفرنسية "Terres australes et antarctiques françaises" والتي تشمل تيري أديلي، جزر كروزي، أمستردام وجزيرة سان بول حيث تدار جميعها كمقاطعة منفصلة. اكتشفها العام 1772 المستكشف البريطاني والضابط الفرنسي «إيف جوزيف دو كيرغولين دو تريمارك».

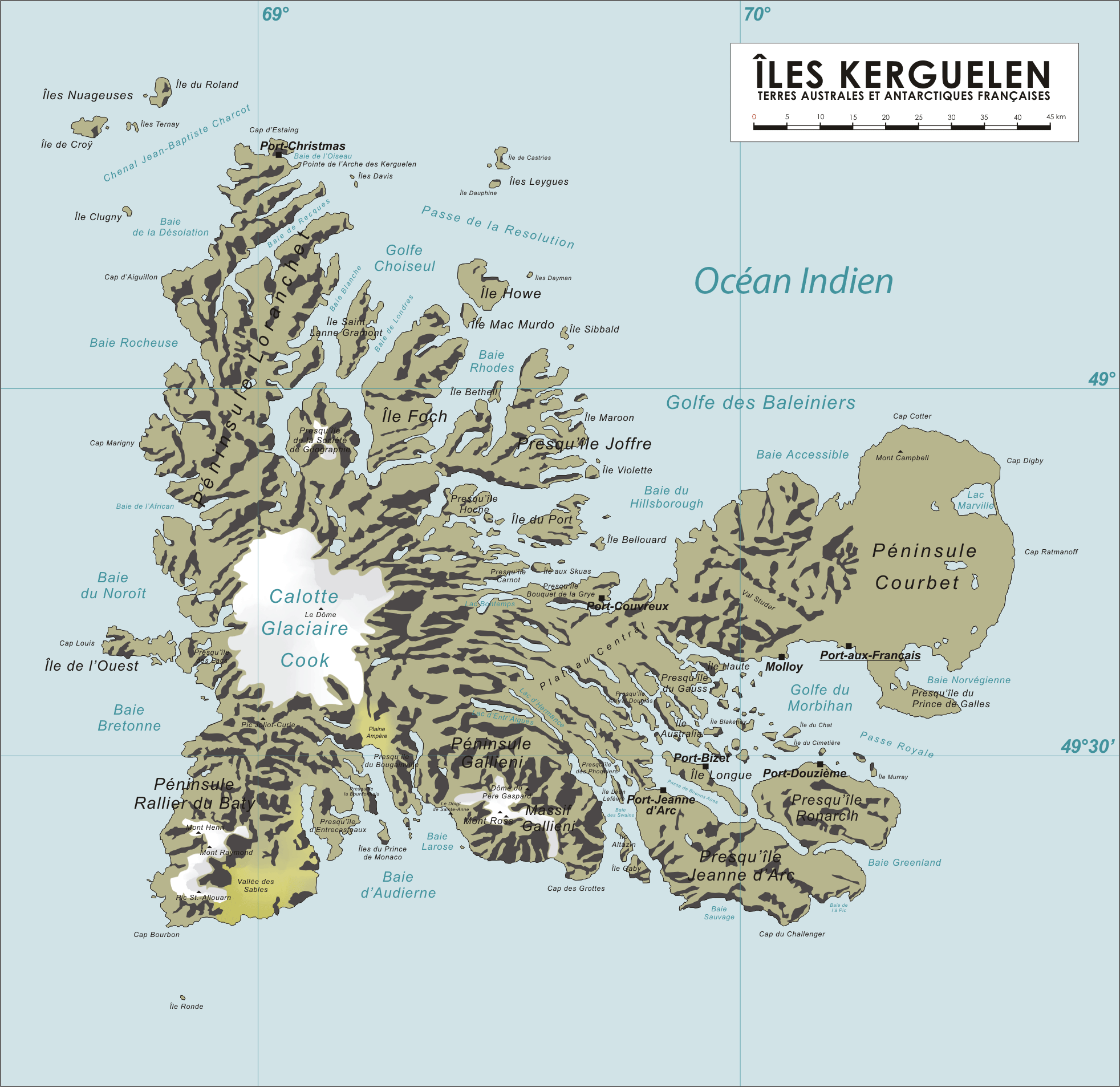
خريطة جزر كيرغولين

وبعد اكنشاف الأرخبيل بوقت قصير توافد عليها الصيادون ومعظمهم من البريطانيون، النرويجيون والأمريكيون حيث بدؤوا في اصطياد سكان الأرخبيل من الحيتان والفقمة وبشكل خاص فقمة الفراء إلى درجة قاربت الانقراض (فقمة الفراء في القرن الثامن عشر وفقمة الفيل في القرن التاسع عشر). ومنذ نهاية حقبة اصطياد فقمات الفراء والحيتان معظم كائنات الجزر باتت قادرة على إعادة تكوين نفسها من جديد.

## المناخ
يظهر الجدول التالي التغييرات المناخية على مدار السنة لجزر كيرغولين:
| البيانات المناخية لـجزر كيرغولين  | البيانات المناخية لـجزر كيرغولين | البيانات المناخية لـجزر كيرغولين | البيانات المناخية لـجزر كيرغولين | البيانات المناخية لـجزر كيرغولين | البيانات المناخية لـجزر كيرغولين | البيانات المناخية لـجزر كيرغولين | البيانات المناخية لـجزر كيرغولين | البيانات المناخية لـجزر كيرغولين | البيانات المناخية لـجزر كيرغولين | البيانات المناخية لـجزر كيرغولين | البيانات المناخية لـجزر كيرغولين | البيانات المناخية لـجزر كيرغولين | البيانات المناخية لـجزر كيرغولين |
| الشهر                             | يناير                            | فبراير                           | مارس                             | أبريل                            | مايو                             | يونيو                            | يوليو                            | أغسطس                            | سبتمبر                           | أكتوبر                           | نوفمبر                           | ديسمبر                           | المعدل السنوي                    |
| --------------------------------- | -------------------------------- | -------------------------------- | -------------------------------- | -------------------------------- | -------------------------------- | -------------------------------- | -------------------------------- | -------------------------------- | -------------------------------- | -------------------------------- | -------------------------------- | -------------------------------- | -------------------------------- |
| الدرجة القصوى °م (°ف)             | 22.3 (72.1)                      | 22.3 (72.1)                      | 21.0 (69.8)                      | 23.0 (73.4)                      | 16.8 (62.2)                      | 14.5 (58.1)                      | 13.4 (56.1)                      | 14.4 (57.9)                      | 15.8 (60.4)                      | 19.1 (66.4)                      | 21.3 (70.3)                      | 21.6 (70.9)                      | 23.0 (73.4)                      |
| متوسط درجة الحرارة الكبرى °م (°ف) | 11.1 (52.0)                      | 11.5 (52.7)                      | 10.5 (50.9)                      | 9.0 (48.2)                       | 6.7 (44.1)                       | 5.2 (41.4)                       | 4.7 (40.5)                       | 4.6 (40.3)                       | 5.3 (41.5)                       | 7.0 (44.6)                       | 8.6 (47.5)                       | 10.1 (50.2)                      | 7.8 (46.0)                       |
| المتوسط اليومي °م (°ف)            | 7.8 (46.0)                       | 8.2 (46.8)                       | 7.3 (45.1)                       | 6.1 (43.0)                       | 4.2 (39.6)                       | 2.8 (37.0)                       | 2.2 (36.0)                       | 2.1 (35.8)                       | 2.5 (36.5)                       | 3.9 (39.0)                       | 5.3 (41.5)                       | 6.8 (44.2)                       | 4.9 (40.8)                       |
| متوسط درجة الحرارة الصغرى °م (°ف) | 4.4 (39.9)                       | 4.7 (40.5)                       | 4.1 (39.4)                       | 3.2 (37.8)                       | 1.5 (34.7)                       | 0.4 (32.7)                       | −0.3 (31.5)                      | −0.4 (31.3)                      | −0.2 (31.6)                      | 0.7 (33.3)                       | 2.0 (35.6)                       | 3.4 (38.1)                       | 1.9 (35.4)                       |
| أدنى درجة حرارة °م (°ف)           | −1.5 (29.3)                      | −1.0 (30.2)                      | −0.9 (30.4)                      | −2.7 (27.1)                      | −5.9 (21.4)                      | −8.3 (17.1)                      | −8.0 (17.6)                      | −9.5 (14.9)                      | −7.7 (18.1)                      | −5.0 (23.0)                      | −3.7 (25.3)                      | −1.2 (29.8)                      | −9.5 (14.9)                      |
| الهطول مم (إنش)                   | 72.2 (2.84)                      | 49.5 (1.95)                      | 57.5 (2.26)                      | 59.6 (2.35)                      | 59.9 (2.36)                      | 75.9 (2.99)                      | 62.9 (2.48)                      | 63.4 (2.50)                      | 62.3 (2.45)                      | 59.3 (2.33)                      | 51.9 (2.04)                      | 55.1 (2.17)                      | 729.5 (28.72)                    |
| متوسط الرطوبة النسبية (%)         | 78                               | 79                               | 82                               | 86                               | 88                               | 89                               | 89                               | 87                               | 84                               | 80                               | 75                               | 77                               | 83                               |
| المصدر: MeteoStats                |                                  |                                  |                                  |                                  |                                  |                                  |                                  |                                  |                                  |                                  |                                  |                                  |                                  |

## وصلات خارجية
- الموقع الرسمي (بالفرنسية)
- Cartography of the Kerguelen
- Kerguelen Archipelago